# NGC 6776
NGC 6776 is een elliptisch sterrenstelsel in het sterrenbeeld Pauw. Het hemelobject werd op 20 juni 1835 ontdekt door de Britse astronoom John Herschel.

## Synoniemen
- ESO 104-53
- AM 1920-635
- PGC 63185